# Insignia de Asalto General
La Insignia de Asalto General (del alemán: Allgemeines Sturmabzeichen) fue otorgada al personal de la Wehrmacht que no servían en infantería o en unidades acorazadas durante la Segunda Guerra Mundial.
Instituida el 1 de junio de 1940, era concedida a los ingenieros de asalto (Pioneer), así como a las tropas que apoyaban a la infantería y unidades blindadas durante el combate. También se incluyeron otras unidades de ingeniería, artillería antitanque (PAK), unidades antiaéreas (FLAK) y algunas unidades médicas.

## Historia
Durante la campaña de Polonia en septiembre de 1939, el Alto Mando del Ejército reconoció que era imperativo añadir a la Insignia de Asalto de Infantería otro tipo de condecoración. Mientras que esta era sólo para los soldados de la infantería, todos los demás tipos de armas (como la artillería de asalto) debían ser honradas cuando combatieran codo con codo con la infantería.
La insignia fue creada el 1 de junio de 1940 en un reglamento por el comandante del Ejército, General Walther von Brauchitsch. Era otorgada a oficiales , suboficiales y tropa, que no fueran elegibles para la Insignia de Asalto de la Infantería ni para la Insignia de Asalto Acorazado.

## Criterios
- Participación en tres asaltos de infantería o motorizados

- Participación indirecta en tres asaltos de infantería o motorizados

- Haber sido herido en el cumplimiento de las condiciones arriba expresadas

- Haber ganado una medalla en el cumplimiento de las condiciones arriba expresadas

- No ser elegible para la Insignia de Asalto de Infantería[3]

Originalmente fundada en un solo grado, durante la guerra fue necesaria la creación de grados más altos. Esto se debió al hecho de que más y más miembros de las formaciones militares del ejército sobrepasaban las condiciones de adjudicación de la insignia con creces. Mediante resolución de 22 de junio de 1943 se aprobó la introducción de estos grados:
- Primer Grado: Insignia
- Segundo Grado: Placa con el número 25 (desde el 1 de julio de 1943)
- Tercer Grado: Placa con el número 50 (del 1 de julio de 1943)
- Cuarto Grado: Placa con el número 75 (del 1 de julio de 1943)
- Quinto Grado: Placa con el número 100 (desde el 1 de julio de 1943)

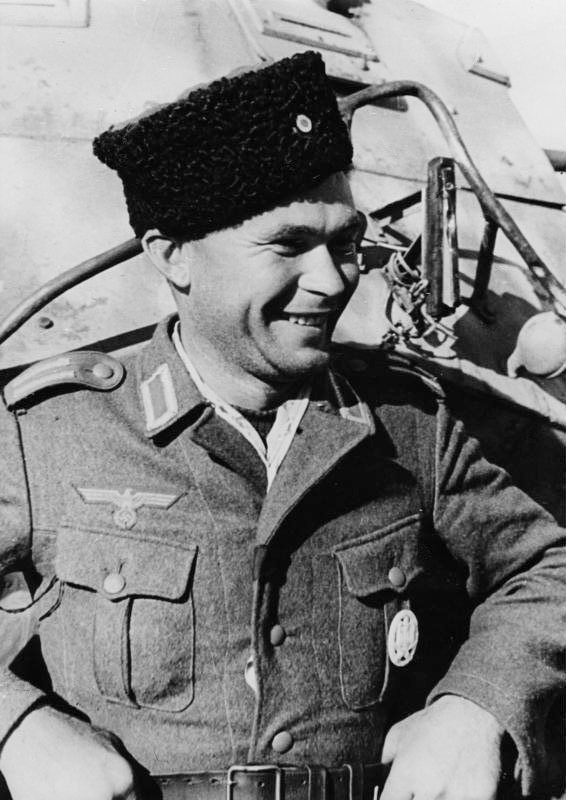
Cosaco ruso de la Whermacht, portando su IAG

Se comenzó a calcular los días de operaciones a partir de julio de 1943. Hasta que terminó la contienda, todos los niveles de la insignia habían sido otorgados. Se permitía usar sólo el nivel más alto. La insignia fue concedída, en contra de las regulaciones de su fundación, a extranjeros miembros de las fuerzas armadas y sus aliados.

## Otros
De acuerdo con la Ley de Títulos, Medallas y condecoraciones , se permite el uso en la República Federal de Alemania en su versión desnazificada.